# Lisa Johansson (konstnär)
Matilda Elisabeth (Lisa) Johansson, född 1 oktober 1879 i Stockholm, död 29 december 1955 i Stockholm, var en svensk miniatyrmålare.
Efter konststudier i Berlin bosatte hon sig vid första världskrigets utbrott i Chicago. Där blev hon på kort tid etablerad som en känd blomstermålare och porträttör. Johansson är representerad med ett porträtt av Axel Raoul Wachtmeister vid Musikhistoriska museet i Stockholm. 